# حزب الحركة الوطنية المحافظة 5165
حزب الحركة الوطنية المحافظة 5165 هو حزب سياسي أرمني. تأسس في 22 أبريل 2021 وترأسها حاليًا كارين تونويان.

## التاريخ
تأسس حزب الحركة الوطنية المحافظة 5165 في أبريل 2021 وانتُخبت كارين تونويان رئيسة للحزب. الرقم على اسم الطرف يمثل ارتفاع جبل ارارات. أعلن الحزب عن نيته المشاركة في الانتخابات البرلمانية الأرمينية لعام 2021. بعد الانتخابات فاز الحزب بنسبة 1.22٪ من الأصوات الشعبية، وفشل في الفوز بأي مقاعد في الجمعية الوطنية. حاليا يعمل الحزب كقوة خارج البرلمان.

## الأيديولوجيا
يؤيد الحزب زيادة أمن البلاد، وتطوير إصلاح عسكري أقوى للرعاية الصحية، وتقوية الاقتصاد، وتشجيع عودة الشتات الأرمن، ودعم استقلال آرتساخ.